# Stimme Vietnams
Die Stimme Vietnams (vietnamesisch Đài Tiếng nói Việt Nam, englisch The Voice of Vietnam, offizielle Abkürzung VOV) ist die staatliche Hörfunkanstalt der Sozialistischen Republik Vietnam mit Sitz in Hanoi. Gegründet wurde sie am 7. September 1945; ihre Rechtsgrundlage bildet eine Verordnung aus dem Jahr 2018. 1977 wurden die Fernsehprogramme in die staatliche Fernsehanstalt VTV ausgelagert.
In der SR Vietnam herrscht Zensur; sämtliche Inhalte des staatlichen Rundfunks werden von der KP Vietnams kontrolliert.

## Programme
- VOV1 (Information)
- VOV2 (Kultur und Gesellschaft)
- VOV3 (Musik)
- VOV4 (für ethnische Minderheiten)
- VOV5 (Auslandsdienst)
- VOV6 (Literatur und Kunst)
- VOVGT (Verkehrsfunk)
- VOV FM 89 (Gesundheit)
- VOV 24/7 (auf Englisch)
- VOVTV (Fernsehen, seit 2008)

## Auslandsdienst
Der Auslandsdienst der Stimme Vietnams sendet in den 13 Sprachen Vietnamesisch, Chinesisch, Deutsch, Englisch, Französisch, Indonesisch, Japanisch, Khmer, Laotisch, Russisch, Spanisch und Thai. Das deutschsprachige Programm der Stimme Vietnams wird derzeit zweimal täglich über Sendeanlagen in Vietnam ausgestrahlt.
Der deutsche Dienst wird seit dem 1. März 2006 gesendet. Zurzeit erfolgt die Ausstrahlung über Kurzwelle auf den Frequenzen 9730 und 11885 kHz jeweils von 18:30 bis 19:00 Uhr (UTC) und von 20:00 bis 20:30 Uhr (UTC) über die Sendeanlage in Hanoi.
Die tägliche halbstündige Sendung in deutscher Sprache wurde ab November 2006 per Satellit an die Relaisstation Skelton in England übermittelt und von dort über Kurzwelle in Richtung Deutschland ausgestrahlt. Bis 2016 sendete die Stimme Vietnams zwei halbstündige deutschsprachige Programme auf Kurzwelle über Sendeanlagen in den Vereinigten Arabischen Emiraten. Parallel zur terrestrischen Verbreitung werden die Sendungen auch über Internet gestreamt und einen der Hot-Bird-Satelliten verbreitet.